# Olivlackskinn
Olivlackskinn (Amyloxenasma lloydii) är en svampart som först beskrevs av Liberta, och fick sitt nu gällande namn av Hjortstam & Ryvarden 2005. Olivlackskinn ingår i släktet Amyloxenasma och familjen Amylocorticiaceae.  Arten är reproducerande i Sverige. Inga underarter finns listade i Catalogue of Life.